# 까마귀 역설
까마귀 역설 또는 헴펠의 역설은 대우명제의 증거력에 대한 역설이다. 칼 구스타프 헴펠이 제안했다. 헴펠이 언급한 것은 엄밀히는 까마귀의 일부인 Raven으로 큰까마귀 종(학명: Corvus corax) 또는 까마귀속중 큰 종들을 일컫는 큰까마귀류이지만, 역설이 성립함에는 영향이 없다.
- 모든 까마귀는 검다
- 검지 않은 모든 것은 까마귀가 아니다

장 니코드(Jean Nicod)의 기준은, 검은 까마귀를 관찰하는 것이 증거인지 아닌지, 검지 않고 까마귀가 아닌 것을 관찰한 것이 증거인지 아닌지가 두 동치인 문장 사이에서 변하게 되는 문제가 있다.
헴펠은 니코드 기준을 따르면서, 어떤 명제에 대한 증거는 그와 동치인 명제를 증명한다고 봐야 한다고 주장했다, 그러나, 이는 검지 않고 까마귀가 아닌 것을 관찰한 것이 모든 까마귀는 검다는 증거라는 결론을 주게 되어, 상식에 어긋나는 역설을 일으킨다.

## 같이 보기
- 흑고니 이론